# Командная высота
Кома́ндная высота́ (реже Кома́ндующая высота́) — в военной терминологии возвышенность (гора, холм и т. п.), по высоте господствующая над окружающей местностью, занятие (овладение) которой обеспечивает ряд преимуществ над противником в оперативно-тактическом и огневом плане.

## Характеристики
Характеристики командной высоты приводятся в военно-топографических описаниях и справочниках. Во время военных действий определяется как по карте, так и наглядно.
Командную высоту, как правило, используют для наблюдательных и командных пунктов. С неё хорошо просматривается поле боя, и главное — расположение противника, что позволяет эффективно координировать военные действия. Также имеет большой обзор важнейших элементов окружающей местности, таких как — населённые пункты, узлы дорог, переправы, перевалы и т. п.
Кроме прочего, командная высота наиболее удобна для ведения огня по противнику.